# Östersjön (Norra Finnskoga socken, Värmland, 675863-131699)
Östersjön är en sjö i Torsby kommun i Värmland och ingår i Göta älvs huvudavrinningsområde. Sjön har en area på 0,154 kvadratkilometer och ligger 293,1 meter över havet. Östersjön ligger i Västersjön Natura 2000-område. Sjön avvattnas av vattendraget Viatbäcken.

## Delavrinningsområde
Östersjön ingår i det delavrinningsområde (675995-131545) som SMHI kallar för Mynnar i Hynnan. Medelhöjden är 368 meter över havet och ytan är 32,89 kvadratkilometer. Det finns inga avrinningsområden uppströms utan avrinningsområdet är högsta punkten. Viatbäcken som avvattnar avrinningsområdet har biflödesordning 4, vilket innebär att vattnet flödar genom totalt 4 vattendrag innan det når havet efter 492 kilometer. Avrinningsområdet består mestadels av skog (67 procent) och sankmarker (26 procent). Avrinningsområdet har 0,54 kvadratkilometer vattenytor vilket ger det en sjöprocent på 1,6 procent.